# ツルマンネングサ
ツルマンネングサ（蔓万年草、学名：Sedum sarmentosum）は、ベンケイソウ科マンネングサ属に属する多年生植物の一種。

## 分布
中国、朝鮮半島が原産。日本にも帰化植物として定着している。

## 特徴
草丈15-30cm。つる性の茎にとがった葉が三枚輪生する。茎は赤褐色。5-6月に黄色い花を咲かせる。
道端や河川敷に生育する。繁殖力が旺盛で、節目が地面に接しているとそこから発根し地面をとらえながら地を這うようにしてつぎつぎと殖えていく。日本では不稔で結実しないのだがセダム属の植物にしては比較的成長が速く他のセダム属同様乾燥には非常に強いうえ栄養繁殖力も非常に高く、ちぎれ葉一枚が土の上に転がってるような状態でもそこから容易に発根し新たな個体となるほどである。このため踏み荒らしや暴風雨などで個体がズタズタになると、かえって増殖し個体数を増やす結果となるため一度路肩などに定着するとそこから急速に増えていく。

## 利用
中国では垂盆草と呼ばれ、薬草として煎じた物を飲む。本種に含まれるサルメントシンという成分が肝機能の向上などに効果があるとされている。漢方名は石指甲(せきしこう)と言い、古くから利用されている。一方「良薬口に苦し」の例え通り、煎じた物は味に関しては非常に飲みにくい味とも言われており、このため国内にも本種を原料に使用した健康食品（サプリメント）が、いくつか流通しているが、それらは他の物とブレンドし飲みやすくなるよう加工、工夫をされている。
韓国では野菜としての利用があり、ナムル（韓国風サラダ）や御浸しなどで食されており、本種を食材に取り入れたナムルはドンナムルと呼ばれている。味に関しては、こちらの方が、はるかに現実的であり、このため国内でもハムエッグなどの料理に添えるなど野菜としての利用も一部で見られる。
園芸面では、比較的短期間で地面を覆うように広がるのでグランドカバー植物として利用されることもある。広がりすぎた部分は簡単に剪定で切り戻せるし、強剪定をしても枯れることが無いので管理は比較的楽であるが、手入れを怠り放置すると庭中に広がってしまうこともある。また切り戻しをした際に生じた物を土の上に遺棄するとそれが根付いてしまう点にも注意を要する。
中国名の垂盆草の由来は本種を鉢植えで栽培すると、伸びてきた茎が鉢の外に垂れ下がる様が由来となっている。野菜や薬用など収穫前提の栽培の際は、鉢植えにし、このように鉢から垂下がった部分を刈り取り収穫するのが適している。地植えの物だと節目から発根してしまうので収穫しづらくなるが鉢植えでこのようにすると収穫も容易であり、根を取り除く手間なども省ける。生育が比較的旺盛なので、このようなやり方で栽培しても、おおむね１か月程度のスパンで春から秋まで収穫し続けることが可能となる。冬に収穫する場合は温室環境が必須となってくるが鉢植えの場合は鉢移動で適した温暖環境の場所に比較的容易に移動できるので収穫目的の栽培においては、この意味でも鉢植えが適していると言える。